# Start a War
Albums de Static-X
Shadow Zone
(2003) Cannibal
(2007)
Start a War est le quatrième album du groupe Static-X sorti en 2005. La chanson "Skinnyman" fait partie de la bande-son du jeu vidéo Need for Speed Most Wanted (2005).

## Liste des chansons
1. "The Enemy" – 2:28
2. "I'm the One" – 2:36
3. "Start a War" – 2:44
4. "Pieces" – 2:38
5. "Dirthouse" – 3:04
6. "Skinnyman" – 3:40
7. "Just in Case" – 4:25
8. "Set It Off" – 3:55
9. "I Want to Fucking Break It" – 2:42
10. "Night Terrors" – 3:10
11. "Otsego Amigo" – 2:45
12. "My Damnation" – 4:03
13. "Brainfog" – 9:53 (includes an a cappella version of "Otsego Amigo" as hidden track, with a drum and bass finale)